# Iglesia de Santa María Magdalena (Tronchón)

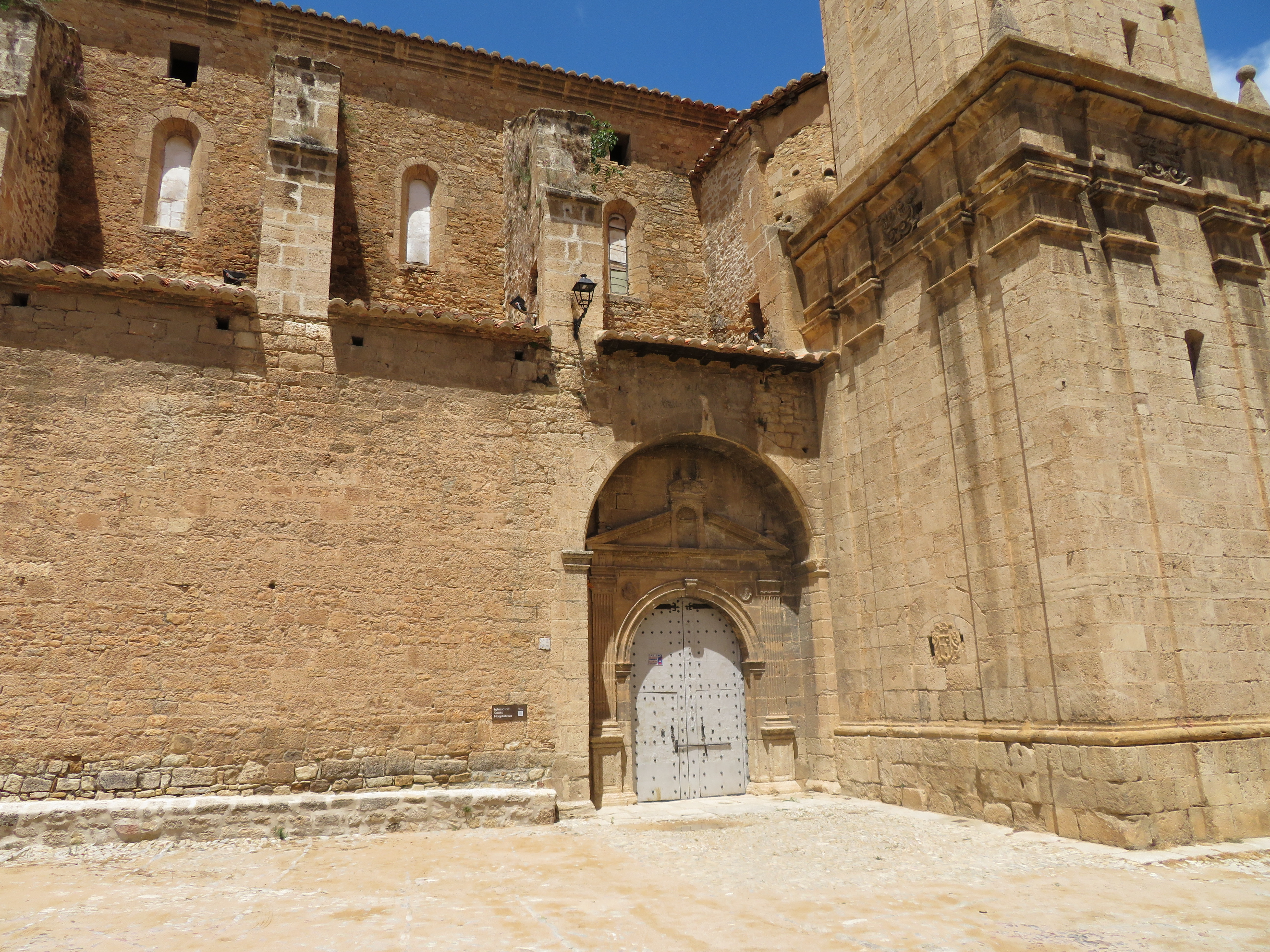
Iglesia parroquial de Santa María Magdalena

La iglesia de Santa María Magdalena de Tronchón (Provincia de Teruel, España) es una construcción de finales del siglo XVI y principios del siglo XVII que aúna elementos tardogóticos, renacentistas y barrocos. 

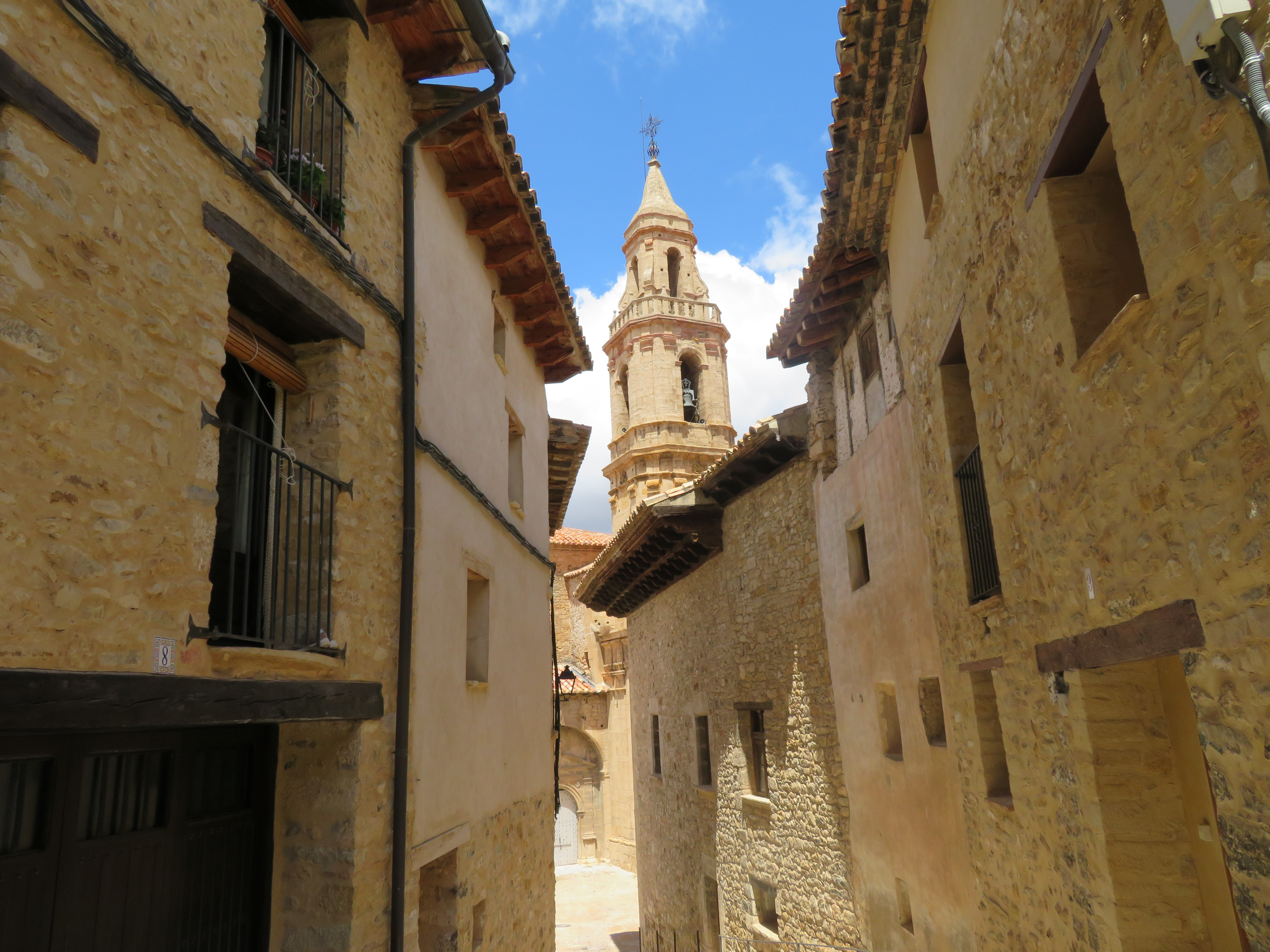
Campanario de la Iglesia de Santa María Magdalena (Tronchón).

## Descripción
Consta de una sola nave de cuatro tramos con capillas laterales entre los contrafuertes y cabecera de planta poligonal; está toda ella cubierta por bóvedas de crucería estrellada policromadas en el siglo XIX. 
La fábrica de la iglesia está realizada en mampostería con sillares de refuerzo en las esquinas, mientras que la torre, adosada en el ángulo sudoriental, está realizada totalmente en sillar. Tiene cuatro cuerpos, siendo de planta cuadrada el primero y ochavada los tres últimos, presenta un remate cónico y fue levantada a finales del siglo XVIII. 
Las portadas son ambas claramente clasicistas, con gran vano abierto en arco de medio punto, flanqueado por pilastras que sostienen un entablamento. La del testero oriental aparece rematada por un frontón curvo, mientras que la del lateral meridional aparece coronada por un frontón triangular partido por una hornacina. 

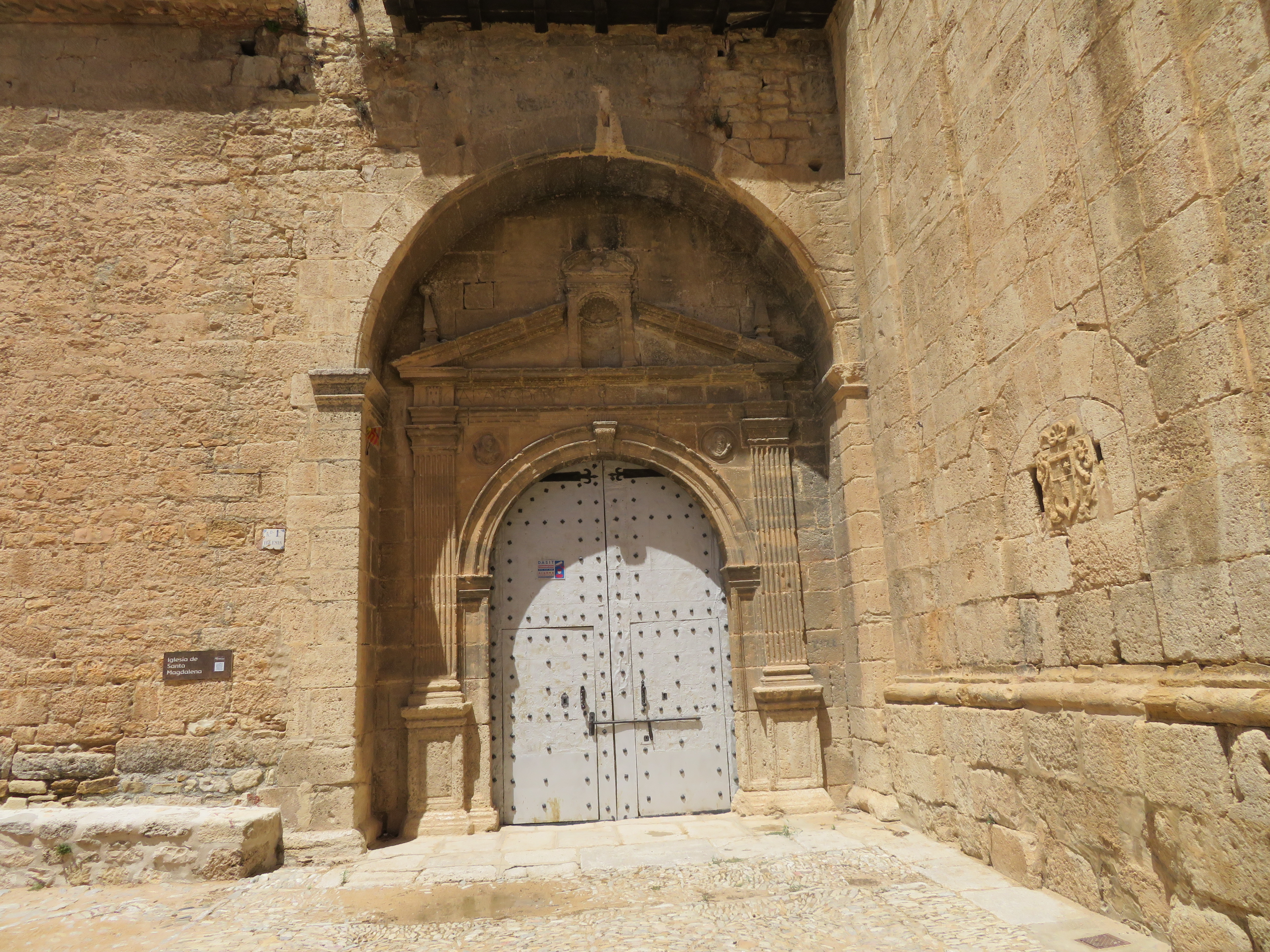
Iglesia de Santa María Magdalena de Tronchón (Teruel).